# Punica (Getränkemarke)

Das Logo von Punica

Punica ist eine 1977 entwickelte Marke für Fruchtsaftgetränke. Die Produktion war von September 2022 bis März 2024 eingestellt worden.

## Produkte
Zuletzt gab es die Produktlinien Punica Classic und Punica Abenteuer. Zu den früheren Produkten der Marke gehören unter anderem SoFresh, Tea & Fruit und Fruchtig & Spritzig.
Punica-Getränke wurden bis 2018 in Glas- und PET-Flaschen sowie in Getränkekartons abgefüllt, ab 2018 nur noch in PET-Flaschen.

## Geschichte der Marke
Punica kam 1977 als Marke der Dittmeyer GmbH von Rolf H. Dittmeyer auf den Markt. In den 1990er Jahren wurden Werbespots um die Punica-Oase an Kinder gerichtet und die Marke dadurch bekannt gemacht. 1994 wurde das Sortiment um Fruchtsaftgetränke mit Tee ergänzt („Tea & Fruit“) und 2004 um Schorlen mit 60 % Fruchtsaftanteil („Fruchtig & Spritzig“).
Die Dittmeyer GmbH wurde 1984 von Procter & Gamble übernommen, die die Marke Punica 2004 an die amerikanische Private-Equity-Gesellschaft J.W. Childs verkaufte. Diese verkaufte Punica 2005 an PepsiCo.
Die Marke wurde von PepsiCo geführt, bis sie im Februar 2022 zusammen mit der gesamten Saftsparte von PepsiCo an die Private-Equity-Gesellschaft PAI Partners veräußert und in die Tropicana Brands Group eingegliedert wurde. Über dieses Gemeinschaftsunternehmen mit PAI Partners hält PepsiCo weiter einen Anteil von 39 % an der Marke Punica. Im September 2022 entschied sich der neue Eigentümer dazu, die Marke nicht mehr fortzuführen und die Produktion und den Verkauf einzustellen.
Seit März 2024 wird die Getränkemarke von Tropicana Brands wieder produziert und seit April 2024 durch den Hamburger Getränkevermarkter Columbus Drinks wieder in Deutschland vermarktet. Im Jahr 2021 hatte der Umsatz von Punica bei 33 Millionen Euro gelegen. Seit September 2024 sind Punicasäfte wieder im Handel erhältlich.